# Unterhafing
Unterhafing ist ein Gemeindeteil der Gemeinde Palling im oberbayerischen Landkreis Traunstein.
Der Weiler hat vier Gebäude mit Wohnraum und liegt zweieinhalb Kilometer östlich von Palling und südlich der Staatsstraße 2093 auf einer Höhe von 557 m ü. NHN. Bei der Volkszählung 1987 wurden 18 Einwohner festgestellt.
Einziges gelistetes Baudenkmal im Ort ist der Bundwerkstadel auf der Südseite des Vierseithofes Unterhafing 4 aus der Mitte des 19. Jahrhunderts.